# André Gobert
André Maurice Henri Gobert (París, França, 30 de setembre de 1890 − París, 6 de desembre de 1951) fou un tennista francès, guanyador de dues medalles d'or olímpiques i d'un títol de Grand Slam.

## Carrera esportiva
Va aconseguir notorietat tennística l'any 1911 en imposar-se en el Campionat de França (actual Torneig de Roland Garros) quan només hi podien participar tennistes amateurs membres d'algun club de tennis francès. També aconseguiria repetir l'èxit l'any 1920. Així mateix aconseguí guanyar al llarg de la seva carrera el World Covered Court Championship l'any 1919 i el British Covered Court Championships els anys 1911, 1912, 1920, 1921 i 1922. L'any 1911 aconseguí imposar-se en la competició de dobles masculins al Torneig de Wimbledon, fent parella amb Max Decugis.
Va participar, amb 21 anys, als Jocs Olímpics d'Estiu de 1912 a la ciutat d'Estocolm (Suècia), on va aconseguir guanyar la medalla d'or en la prova masculina individual interior, al derrotar en la final olímpica el britànic Charles Dixon. En aquests Jocs també va aconseguir guanyar la medalla d'or en la prova de dobles masculins interior al costat de Maurice Germot.
Entre els anys 1912 i 1922 va formar part de l'equip francès de Copa Davis en cinc edicions amb un total de tres victòries i onze derrotes.

## Torneigs de Grand Slam

### Dobles: 2 (1−1)
| Resultat  | Núm. | Any  | Torneig                        | Parella     | Oponents                            | Marcador                |
| --------- | ---- | ---- | ------------------------------ | ----------- | ----------------------------------- | ----------------------- |
| Guanyador | 1.   | 1911 | Wimbledon, Londres, Regne Unit | Max Décugis | Josiah Ritchie Anthony Wilding      | 9−7, 5−7, 6−3, 2−6, 6−2 |
| Finalista | 1.   | 1912 | Wimbledon                      | Max Décugis | Charles Dixon Herbert Roper-Barrett | 6−3, 3−6, 4−6, 5−7      |

### Altres torneigs

#### Individual: 3 (2−1)
| Resultat  | Núm. | Any  | Torneig                              | Oponent        | Marcador                |
| --------- | ---- | ---- | ------------------------------------ | -------------- | ----------------------- |
| Guanyador | 1.   | 1911 | Championnat de France, París, França | Maurice Germot | 6−1, 8−6, 7−5           |
| Finalista | 1.   | 1912 | Championnat de France                | Max Décugis    |                         |
| Guanyador | 2.   | 1920 | Championnat de France                | Max Décugis    | 6−3, 3−6, 1−6, 6−2, 6−3 |

## Jocs Olímpics

### Individual
| Any  | Campionat                                  | Oponent       | Resultat      |
| ---- | ------------------------------------------ | ------------- | ------------- |
| 1912 | Jocs Olímpics, Estocolm, Suècia (interior) | Charles Dixon | 8−6, 6−4, 6−4 |

### Dobles
| Any  | Campionat                                  | Parella        | Oponents                     | Resultat             |
| ---- | ------------------------------------------ | -------------- | ---------------------------- | -------------------- |
| 1912 | Jocs Olímpics, Estocolm, Suècia (interior) | Maurice Germot | Carl Kempe Gunnar Setterwall | 6−4, 12−14, 6−2, 6−4 |